# Frans Koppelaar

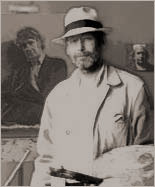
Foto des Künstlers

Frans Thomas Koppelaar (* 23. April 1943 in Den Haag) ist ein niederländischer Maler.
Von 1963 bis 1969 besuchte er die Koninklijke Academie van Beeldende Kunsten in Den Haag. Koppelaar zog 1968 nach Amsterdam.
Seine Landschaftsmalereien und Amsterdamer Stadtlandschaft (Malerei)en rufen Erinnerungen an die Tradition der Haager Schule, George Hendrik Breitner, Isaac Israëls und Jacob Maris hervor. Koppelaars realistische Bilder entstanden gleichzeitig mit einer figurativen Bewegung in der Holländischen zeitgenössischen Malerei, welche in den 1990er Jahren als  Reaktion auf die eingeschränkte Konzeptkunst und die zu aufgeblasenen Kunsttheorien dieser Periode entstand. Über die Jahre entwickelte sich sein Stil hin zu einer einfacheren, direkten Herangehensweise. Seit 1984 identifizierte er sich mit keinerlei Kunstbewegung mehr.

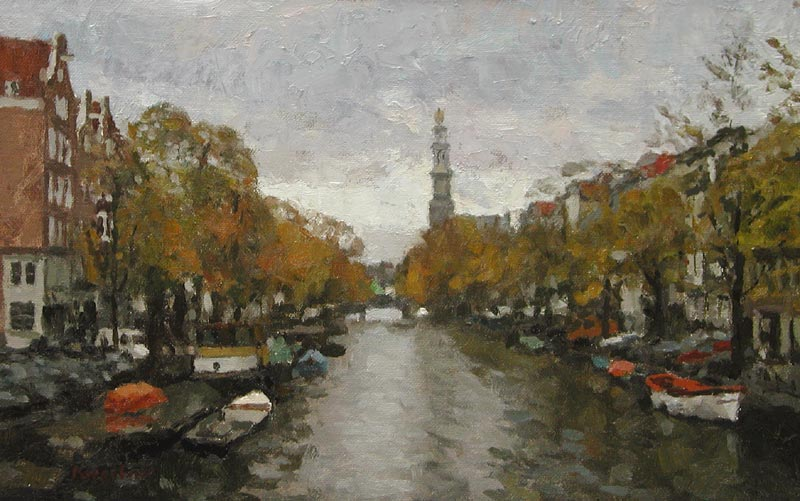
Prinsengracht (2005), Öl auf Leinwand, 25 × 39 cm

Koppelaar ist auch bekannt als Porträtmaler.